# Freienhagen (Eichsfeld)
Freienhagen ist eine Gemeinde im thüringischen Landkreis Eichsfeld. Sie gehört zur Verwaltungsgemeinschaft Hanstein-Rusteberg.

## Lage
Freienhagen liegt ungefähr sechs Kilometer nordwestlich von Heilbad Heiligenstadt auf dem Buntsandsteinplateau des mittleren Eichsfeldes. Nachbargemeinden sind Streitholz im Osten, Schachtebich im Süden, Rohrberg im Westen und das niedersächsische Gleichen mit der Ortschaft Ischenrode im Nordwesten. Die höchste Erhebung mit 352,6 m befindet sich östlich des Ortes, die Gemarkung wird überwiegend landwirtschaftlich genutzt. Unmittelbar südlich verläuft die Bundesautobahn 38 mit einer Anschlussstelle.

## Geschichte
Freienhagen wurde 1304 erstmals erwähnt. Während des 16. Jahrhunderts hielt die Familie von Bodenhausen sowohl den Besitz Freienhagens, als auch die Gerichtshoheit inne. Stets wiederkehrende Bestrebungen seitens des Herzogtums Braunschweig-Lüneburg der Familie ihre Besitzrechte streitig zu machen, schlugen 1610 endgültig fehl. Das Dorf wurde während des Dreißigjährigen Krieges von den umherziehenden Truppen des braunschweigischen Herzogs Christian 1623 eingeäschert. Bis zum Reichsdeputationshauptschluss 1802 gehörte Freienhagen zu Kurmainz und ab 1815 als Teil des Landkreises Heiligenstadt bis 1945 zur preußischen Provinz Sachsen. 1945 bis 1949 lag der Ort in der Sowjetischen Besatzungszone und war ab 1949 Teil der DDR. Bis zur Wende und Wiedervereinigung 1989/1990 befand sich der Ort nahe der innerdeutschen Grenze.
Bei Freienhagen liegt ein großer Gesteinsblock. Er wird Kucken- oder Bonifatiusstein genannt. Bonifatius soll dort im 8. Jahrhundert die Heiden getauft haben. Die Oberfläche des Steines ist pultförmig geneigt und besitzt näpfchenförmige Einbuchtungen.

### Einwohnerentwicklung
Entwicklung der Einwohnerzahl (31. Dezember):
| - 1994: 368 - 1995: 361 - 1996: 358 - 1997: 356 - 1998: 345 - 1999: 338 | - 2000: 348 - 2001: 336 - 2002: 338 - 2003: 328 - 2004: 326 - 2005: 328 | - 2006: 316 - 2007: 312 - 2008: 311 - 2009: 309 - 2010: 305 - 2011: 294 | - 2012: 295 - 2013: 290 - 2014: 291 - 2015: 282 - 2016: 284 - 2017: 276 | - 2018: 278 - 2019: 285 - 2020: 285 - 2021: 290 - 2022: 287 |

Datenquelle: Thüringer Landesamt für Statistik

## Politik

### Gemeinderat
Der Gemeinderat von Freienhagen setzt sich aus sechs  Gemeinderatsmitgliedern zusammen.
| Sitzverteilung des Gemeinderates 2024Insgesamt 6 Sitze - CDU: 6                         |                                             |          |            |          |        |          |        |          |        |          |        |          |        |          |        |  |      |      |  |      |      |
| Parteien und Wählergemeinschaften d                                                     | Parteien und Wählergemeinschaften d         | 2024     | 2024       |          | 2019   | 2019     |        | 2014     | 2014   |          | 2009   | 2009     |        | 2004     | 2004   |  | 1999 | 1999 |  | 1994 | 1994 |
| Parteien und Wählergemeinschaften d                                                     | Parteien und Wählergemeinschaften d         | Anteil a | Sitze (S.) | Anteil a | S.     | Anteil a | S.     | Anteil a | S.     | Anteil a | S.     | Anteil a | S.     | Anteil a | S.     |  |      |      |  |      |      |
| Christlich Demokratische Union Deutschlands                                             | CDU                                         | 67,6     | 6          | 70,2     | 6      | 88,3     | 6      | 88,4     | 6      | 88,9     | 6      | 62,3     | 6      | 100,0    | 6      |  |      |      |  |      |      |
| prozentualer Anteil ungültiger Stimmabgaben                                             | prozentualer Anteil ungültiger Stimmabgaben | 3,8      |            | 8,9      |        | 2,9      |        | 3,1      |        | 11,7     |        | 2,8      |        | 6,5      |        |  |      |      |  |      |      |
| Sitze gesamt                                                                            | Sitze gesamt                                | 6        | 6          | 6        | 6      | 6        | 6      | 6        | 6      | 6        | 6      | 6        | 6      | 6        | 6      |  |      |      |  |      |      |
| Wahlbeteiligung                                                                         | Wahlbeteiligung                             | 67,6 %   | 67,6 %     | 80,6 %   | 80,6 % | 67,4 %   | 67,4 % | 58,5 %   | 58,5 % | 61,5 %   | 61,5 % | 78,3 %   | 78,3 % | 87,6 %   | 87,6 % |  |      |      |  |      |      |
| a prozentualer Anteil an den abgegebenen gültigen Stimmend Differenz zu 100 %: Sonstige |                                             |          |            |          |        |          |        |          |        |          |        |          |        |          |        |  |      |      |  |      |      |

### Bürgermeister

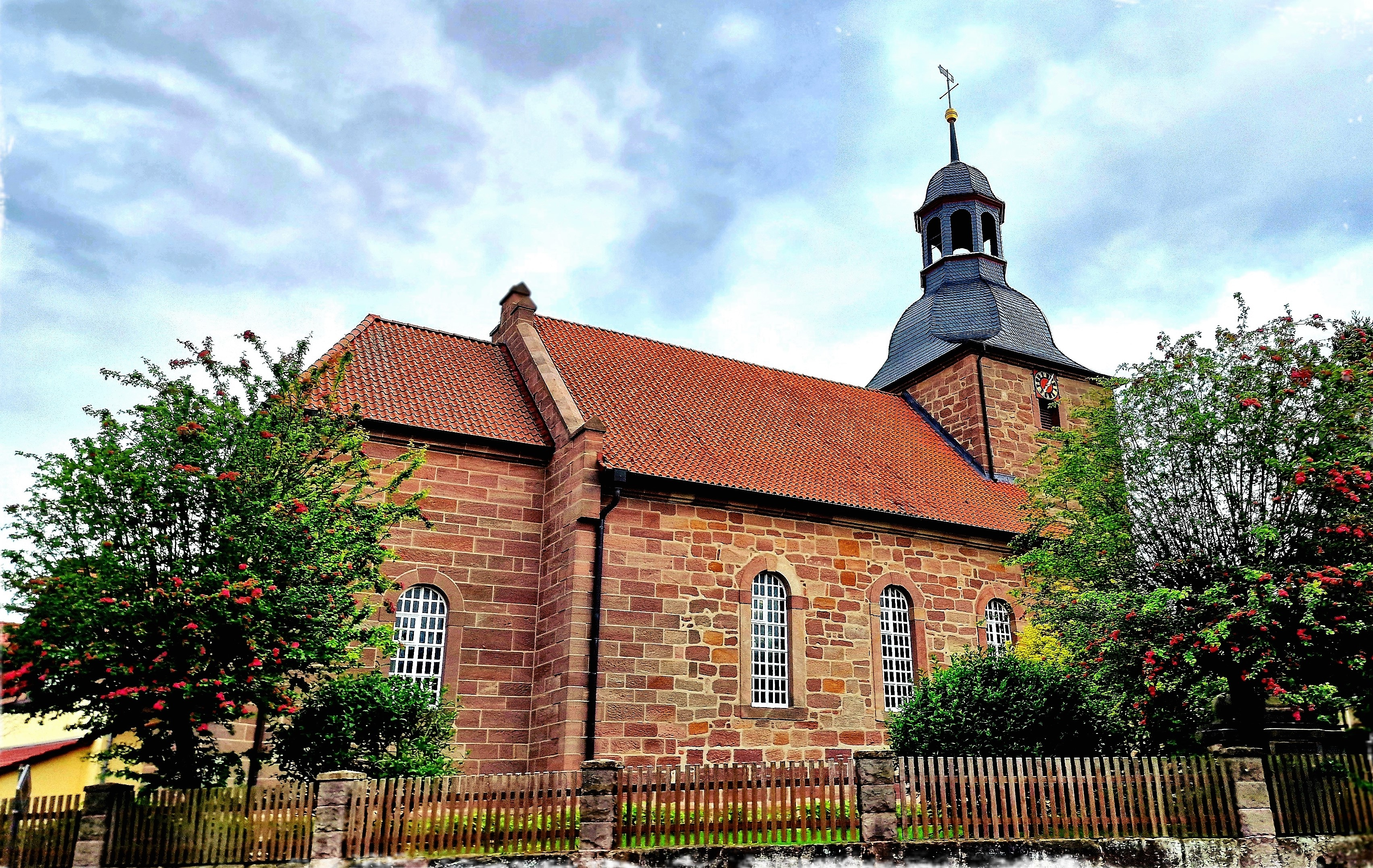
Katholische Kirche Sankt Johannes der Täufer

Der ehrenamtliche Bürgermeister von Freienhagen, René Peter (CDU), wurde bei den Kommunalwahlen in Thüringen 2024 mit 92,5 Prozent gewählt.

## Wappen
Blasonierung: „In Rot eine verkürzte eingebogene, silberne Spitze, vorn eine silberne Glocke mit einem schwarzen Passionskreuz, hinten eine gewölbte silberne Flasche, in der Spitze ein rotes sechsspeichiges Rad.“

## Sehenswürdigkeiten
- Katholische Kirche St. Johannes der Täufer
- Ortskern mit Fachwerkhäusern
- Anger mit Bildstock

## Literatur

Blick von Süden auf Freienhagen